# Junkers G.38

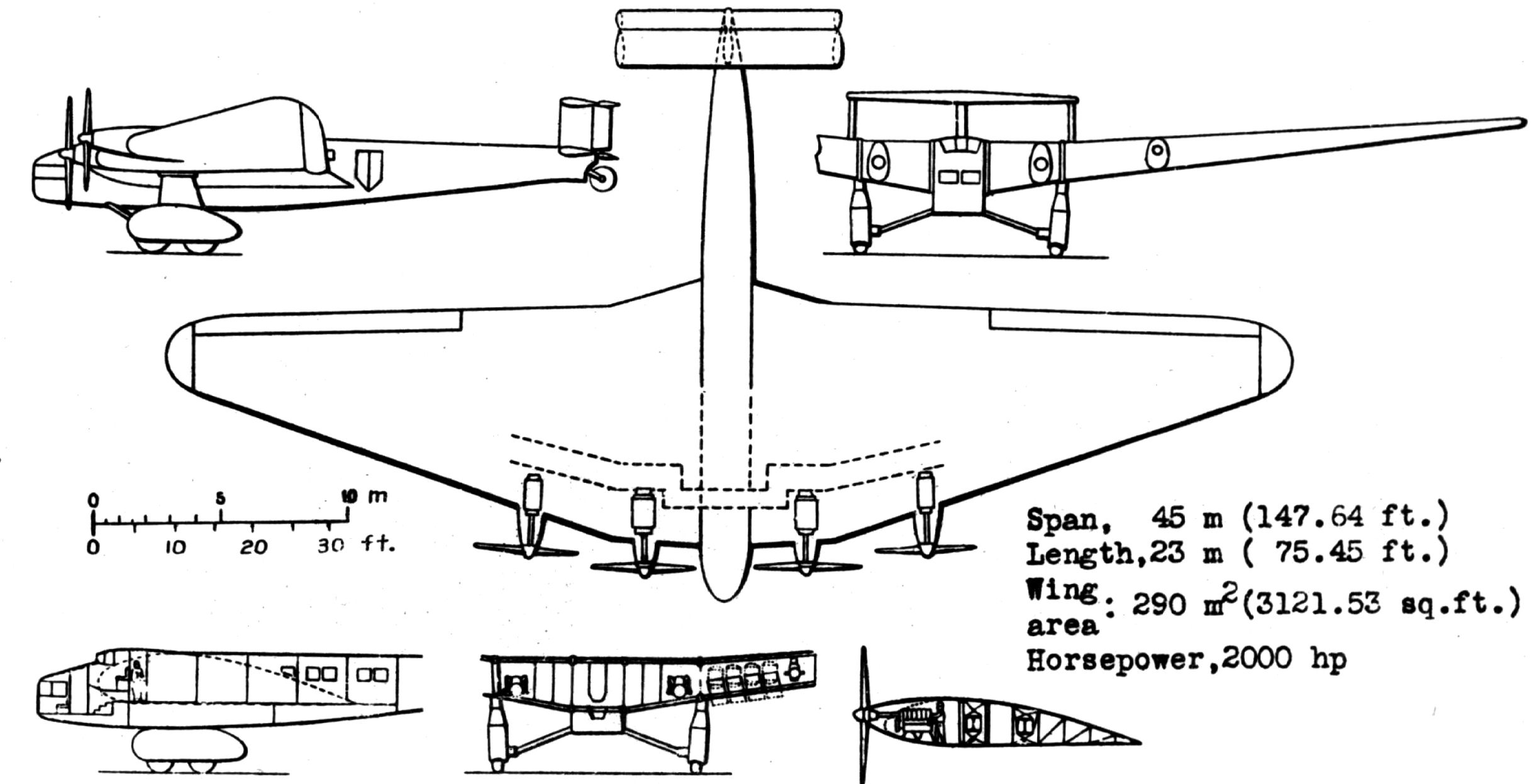
Схематичне зображення літака Junkers G.38

«Юнкерс» G.38 (нім. Junkers G.38) — німецький важкий чотиримоторний пасажирський/військово-транспортний літак, розроблений наприкінці 1920-х років компанією Junkers Flugzeugwerke. Junkers G.38 був дуже амбіційним проєктом фірми — на момент свого першого польоту він був найбільшим сухопутним літаком у світі. За конструкцією та аеродинамікою це була, в загальному-то, типова машина компанії «Junkers», але зі збільшеним крилом дуже товстого профілю. Уперше здійснив політ у 1929 році. Лише два зразки були побудовані в Німеччині. Обидва літаки літали як комерційні транспортні засоби в Європі в роки, що передували Другій світовій війні.
Протягом 1930-х років ліцензію на розробку було надано компанії Mitsubishi, яка побудувала загалом шість літаків у конфігурації військового бомбардувальника/транспортника, позначених Ki-20.
G.38 мав екіпаж із семи осіб. Бортові механіки могли обслуговувати двигуни під час польоту, завдяки змішаній конструкції крила G.38, яка забезпечувала доступ до всіх чотирьох силових установок.

## Історія
Протягом 1920-х років компанія Hugo Junkers здійснила кілька спроб створити великомасштабний комерційний транспорт. Його перша спроба, чотиримоторний JG1, була розроблена протягом 1921—1922 років; але «Юнкерс» був змушений знищити неповний літак на виконання вимог союзників після Першої світової війни, посилаючись на Версальський договір. Пізніше, в 1925 році, він опублікував специфікації конструкції запропонованого вісімдесятимісного пасажирського трансатлантичного літака — проєкт J.1000. Знову ж таки, наприкінці десятиліття команда дизайнерів Junkers розпочала роботу над проєктом G.40 як трансатлантичним поштовим літаком. На основі конструкції G.40, яка була конфігурацією гідролітака, Junkers також розробила конструкцію наземного літака, що отримав назву G.38. Незважаючи на зацікавленість німецьких збройних сил у варіанті G.40, Junkers просунув проєкт наземного літака, який, отримавши фінансування від Міністерства авіації Рейху (нім. Reichsluftfahrtministerium), вийшов на етап будівництва.
6 листопада 1929 року перший прототип Junkers — 3301 і позначений як D-2000 — вперше здійснив політ. Літак був оснащений чотирма бензиновими двигунами: двома двигунами Junkers L55 V-12 і двома рядними двигунами L8 потужністю 294 кВт із загальною потужністю 1470 кВт (1971 к.с.). Імперське міністерство авіації придбало D-2000 для демонстраційних польотів і отримало його 27 березня 1930 року. Під час льотних випробувань G.38 встановив чотири світові рекорди, включаючи швидкість, відстань і тривалість польоту для літаків, що піднімають вантаж вагою 5000 кг. 2 травня 1930 року Luft Hansa запустила D-2000 в комерційну експлуатацію як для регулярних, так і для чартерних рейсів.
1 липня 1931 року авіакомпанія Luft Hansa започаткувала регулярні рейси між Берліном і Лондоном, маючи на борту до 13 пасажирів. Це сполучення Лондон — Берлін припинили в жовтні 1931 року для модернізації літака та розширення пасажирського салону D-2000. Модернізація тривала до середини 1932 року, під час якого була побудована друга палуба всередині фюзеляжу D-2000, що дозволило збільшити вантажопідйомність і місткість до 30 пасажирів. Крім того, двигуни D-2000 були знову модернізовані до чотирьох L88, що дало загальну потужність 2352 кВт (3154 к.с.).
Другий G.38 — із заводським номером 3302 і реєстраційним номером D-2500, пізніше перезареєстрований в D-APIS — був споконвічно побудований з двоповерховим фюзеляжем і ємністю 34 пасажири, при цьому шість пасажирів перевозилися по три на крило в кожній передній кромці, решта 22 — на двох рівнях у фюзеляжі. Lufthansa використовувала D-APIS для виконання регулярних рейсів між містами Берлін, Ганновер, Амстердам і Лондон. Цей літак отримав назву «генерал-фельдмаршал фон Гінденбург».
У 1934 році двигуни D-2000/D-AZUR були замінені на Jumo 4, загальна потужність яких склала 3000 кВт (4023 к. с.).
Обидва літаки перебували в експлуатації одночасно до 1936 року, коли D-AZUR зазнав аварії в Дессау під час випробувального польоту після технічного обслуговування. Lufthansa довелося списати літак через значні пошкодження.
D-2500/D-APIS успішно літав у складі флоту Lufthansa протягом майже десятиліття. До 1937 року він налітав понад 1000 годин. Усього ж за час експлуатації наліт становив 7000 годин та 1,4 мільйона кілометрів. З початком Другої світової війни цей літак був реквізований Люфтваффе для використання в ролі транспортного. Він використовувався під час окупації Норвегії у квітні 1940 року й у 1941 році в кампанії на Балканах. Літак був знищений на землі під час нальоту бомбардувальників Королівських ПС Великої Британії на афінський аеродром 17 травня 1941.

## Літаки, схожі за призначенням, ТТХ та епохою застосування
| - Avro York - De Havilland Albatross - Savoia-Marchetti S.74 - Arado Ar 232 - Junkers Ju 90 - Junkers Ju 290 - Dornier Do 19 - АНТ-20 | - Boeing C-108 Flying Fortress - Boeing C-97 Stratofreighter - Douglas C-54 Skymaster - Consolidated C-87 Liberator Express - Lockheed Model 12 Electra Junior - Douglas DC-6 - Mitsubishi Ki-20 - Mitsubishi Ki-57 |